# Internationale Gesellschaft zur Erhaltung des Wisents

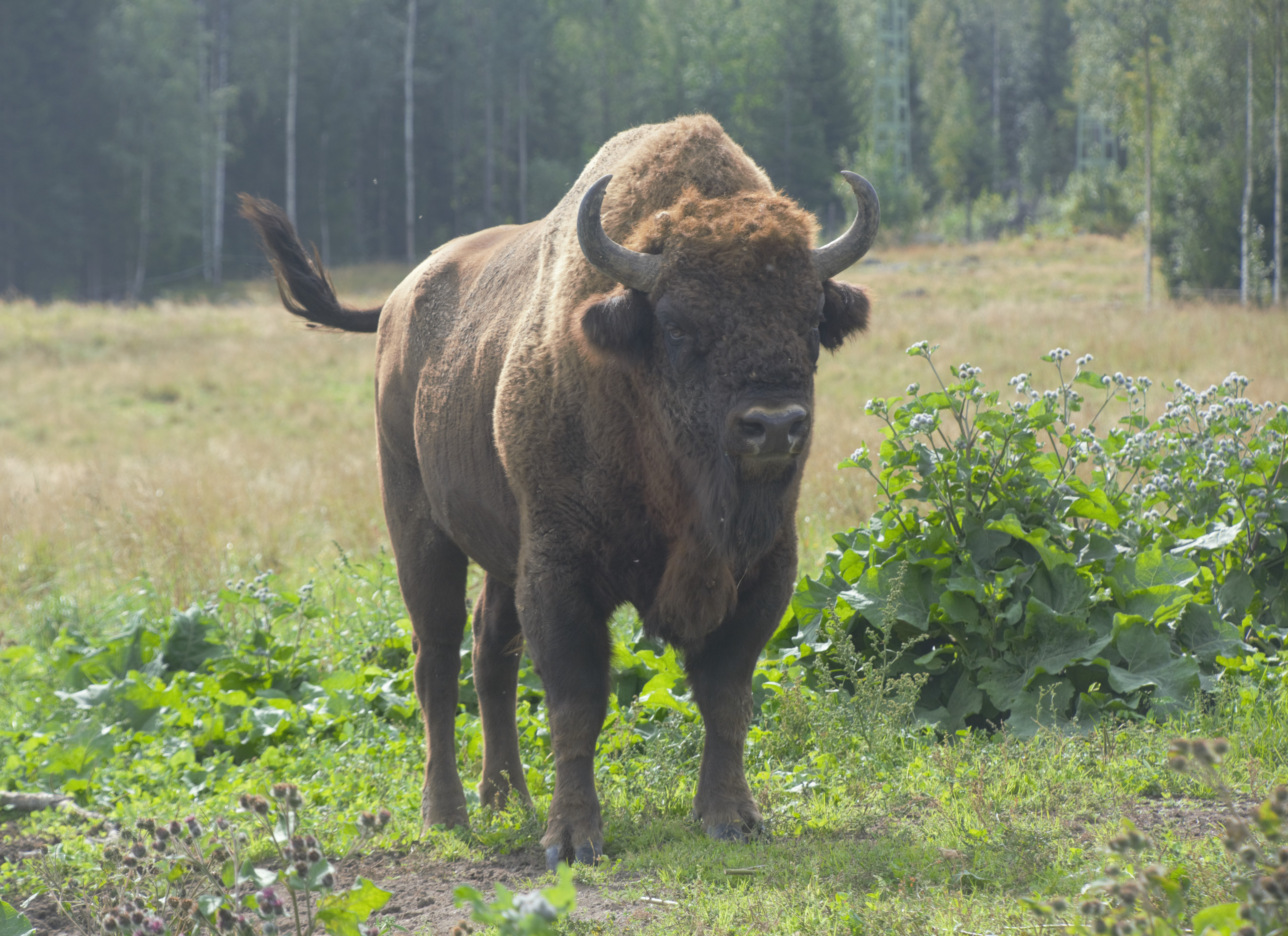
Visenttjur på avelsstationen Avesta visentpark

Internationale Gesellschaft zur Erhaltung des Wisents var en internationell förening för att rädda visenten från utrotning efter första världskriget.
Genom det arbete som föreningen lade grund för, finns idag återigen en stam av visenter med ett antal tusen djur i frihet och hägn. Den mest kända  och äldsta populationen av frilevande visenter finns i nationalparken Białowieżaskogen över gränsen mellan Polen och Vitryssland.

## Grundande och ursprungliga mål
Internationale Gesellschaft zur Erhaltung des Wisents grundades i augusti 1923 i Berlin av forskare från Polen, Tyskland, Storbritannien och Sverige. Från Sverige deltog Alarik Behm, som var chef för Skansens naturvetenskapliga avdelning och redan 1910 hade införskaffat den första visenten från Berlins Zoo. Grundandet hade föregåtts under den tidigare samma år arrangerade första internationella kongressen för naturskydd i Paris, där den polske zoologen Jan Szoltcman vädjat om en internationell samaktion för att hindra en utrotning av visenten som djurart. Bland fackfolk som anslöt sig till sällskapet var de tyska zoologerna Hermann Pohle (1892–1982), Max Hilzheimer och Julius Riemer (1880–i958). Föreningens mål var att organisera ett internationellt samarbete. Den sista frilevande visenten sköts 1927 i Kaukasus. Sällskapets första mål var att inventera samtliga ännu levande visenter, en inventering som skulle kunna vara bas för att påbörja ett återinförande av djurarten. 
Till föreningens första ordförande valdes chefen för Frankfurts zoo, Kurt Priemel (1880–1959]. Föreningen byggdes upp med det i motsvarande arbete framgångsrika American Bison Society som förebild. Stamboken över visenter började publiceras från 1932 i årliga utgåvor fram till 1937. Redan då skilde man i avelsarbetet mellan "Låglandslinjen" med renblodiga visenter och underarten Bison bonasus bonasus, Låglands-Kaukasuslinjen, inom vilken senare tjuren Kaukasus som den siste överlevande bergsvisenten från dess utbredningsområde i Kaukasus (Bison bonasus caucasicus) spelade en betydelsefull roll. Också den så kallade  Plesslinjen med visenter från skogar i Hertigdömet Pless i Schlesien förtecknades från början som en separat avelslinje. 
En viktig medlem i sällskapet var Erna Mohr från Hamburg, som också spelade en nyckelroll för förandet av stamboken för Przewalskihästen och som publicerade Visentstambokens upplagor från 1933 och 1937.

## Alternativa avelsidéer under nazismen
Medan Kurt Priemel hade som mål att åstadkomma en långsam utökning av visentpopulationen med bibehållande av en renrasig stam, planerade zoologen och nazisten Lutz Heck (1892–1983) från 1934 ett eget avelsprojekt i München genom att korsa visenter med amerikansk bison, i avsikt att få en mer storvuxen stam. Han understöddes i detta av dåvarande nazistiske riksjägmästaren Hermann Göring personligen. Göring hoppades i detta att få fram jaktbart storvilt. Kurt Priemel, som tvingades avgå från posten som ordförande i Internationale Gesellschaft für die Erhaltung des Wisents, varnade för "förvanskning". Efter detta drabbades Priemel av publiceringsförbud. Erna Mohr tvingades 1937 att upphöra med sitt arbete med Visentstamboken och sällskapet upphörde i praktiken att finnas. 
Efter andra världskriget blev enbart de renblodiga visenterna i Wisentgehege Springe utanför Hannover godkända för att införas i den återupptagna internationella stamboken, för vilken ansvaret överfördes till Polen.